# Ŕ
Ŕ ŕ ist ein Graphem des slowakischen und des niedersorbischen Alphabets. Bis ins 20. Jahrhundert wurde er auch im Obersorbischen verwendet. Es besteht aus einem R mit Akut. Wie auch in anderen slawischen Sprachen können im Slowakischen die Liquide r und l Silben bilden, d. h. die Funktion eines Vokals übernehmen. Eine Eigenheit des Slowakischen ist, dass die Liquide hier in silbenbildender Stellung – ganz wie Vokale – lang oder kurz sein können. Lange Vokale und so auch lange r und l werden durch einen Akzent gekennzeichnet.
Im Niedersorbischen entspricht der Buchstabe ŕ hingegen dem IPA-Laut /⁠rʲ⁠/, einem palatalisierten r wie in „Rj“ im Namen der russischen Stadt „Rjasan“.
In Umschriften aus der paschtunischen Schrift steht ŕ für den Buchstaben Rre (ړ; [⁠ɽ⁠]).

## Darstellung im Computer
Die beiden Zeichen sind im Zeichensatz ISO 8859-2 an Position 192 (Großbuchstabe) und 224 (Kleinbuchstabe) enthalten. Sie sind außerdem im Unicodeblock Lateinisch, erweitert-A an den Codepunkten U+0154 (Großbuchstabe) und U+0155 (Kleinbuchstabe) enthalten.